# Diplazium donnell-smithii
Diplazium donnell-smithii là một loài thực vật có mạch trong họ Woodsiaceae. Loài này được Christ miêu tả khoa học đầu tiên năm 1907.